# BMW選手権
BMW選手権（BMW Championship、旧称：ウェスタン・オープン）は米PGAツアーのフェデックスカッププレーオフの第2戦。主催はウェスタンゴルフ協会。

## 概要
歴史としては古く、1899年にウェスタンオープンとして第1回大会が行われ、2006年まで開催されていた。しかし2007年からのフェデックスカップ移行に伴い、BMWが冠スポンサーとなり、ウェスタンオープンの名称がなくなり、現在の名称になった。
本大会はフェデックス杯ポイント上位50名が出場するが、予選落ちがない。そして本大会までのポイント上位30名が最終戦のツアー選手権の出場資格が与えられる。
BMWはBMW PGA選手権、BMWインターナショナル・オープン、BMWオーストラリアPGA選手権、BMW日本ゴルフツアー選手権とともにスポンサー契約している。

## 歴代優勝者
BMW選手権
| 開催年 | 優勝者                     | スコア | パー | 2位との差 | 2位（タイ）                               | 賞金総額 ($) | 優勝賞金 ($) | 開催コース               |
| ------ | -------------------------- | ------ | ---- | --------- | ----------------------------------------- | ------------ | ------------ | ------------------------ |
| 2025   | Scottie Scheffler          | 265    | −15  | 2 strokes | Robert MacIntyre                          | 20,000,000   | 3,600,000    | Caves Valley             |
| 2024   | キーガン・ブラッドリー (2) | 276    | −12  | 1 stroke  | ルドビグ・オーベリ Sam Burns Adam Scott   | 20,000,000   | 3,600,000    | Castle Pines             |
| 2023   | ビクトル・ホブラン         | 263    | −17  | 2 strokes | Matt Fitzpatrick Scottie Scheffler        | 20,000,000   | 3,600,000    | Olympia Fields           |
| 2022   | パトリック・カントレー (2) | 270    | −14  | 1 stroke  | Scott Stallings                           | 15,000,000   | 2,700,000    | Wilmington, DE           |
| 2021   | パトリック・カントレー     | 261    | −27  | Playoff   | ブライソン・デシャンボー                  | 9,500,000    | 1,710,000    | Caves Valley, MD         |
| 2020   | ジョン・ラーム             | 276    | −4   | Playoff   | ダスティン・ジョンソン                    | 9,500,000    | 1,710,000    | オリンピアフィールズCC   |
| 2019   | ジャスティン・トーマス     | 263    | −25  | 3 strokes | パトリック・カントレー                    | 9,250,000    | 1,665,000    | メダイナCC               |
| 2018   | キーガン・ブラッドリー     | 260    | −20  | Playoff   | ジャスティン・ローズ                      | 9,000,000    | 1,620,000    | アロミニンクGC           |
| 2017年 | マーク・リーシュマン       | 261    | −23  | 5打差     | リッキー・ファウラー ジャスティン・ローズ | 8,750,000    | 1,575,000    | コンウェイファームズGC   |
| 2016年 | ダスティン・ジョンソン     | 265    | –23  | 3打差     | ポール・ケーシー                          | 8,500,000    | 1,530,000    | クルックド・スティックGC |
| 2015年 | ジェイソン・デイ           | 262    | –22  | 6打差     | ダニエル・バーガー                        | 8,250,000    | 1,485,000    | コンウェイファームズGC   |
| 2014年 | ビリー・ホーシェル         | 266    | −14  | 2打差     | バッバ・ワトソン                          | 8,000,000    | 1,440,000    | チェリーヒルズCC         |
| 2013年 | ザック・ジョンソン         | 268    | –16  | 2打差     | ニック・ワトニ－                          | 8,000,000    | 1,440,000    | コンウェイファームズGC   |
| 2012年 | ローリー・マキロイ         | 268    | –20  | 2打差     | フィル・ミケルソン リー・ウエストウッド   | 8,000,000    | 1,440,000    | クルックド・スティックGC |
| 2011年 | ジャスティン・ローズ       | 271    | –13  | 2打差     | ジョン・センデン                          | 8,000,000    | 1,440,000    | コグヒルG&CC             |
| 2010年 | ダスティン・ジョンソン     | 275    | –9   | 1打差     | ポール・ケーシー                          | 7,500,000    | 1,350,000    | コグヒルG&CC             |
| 2009年 | タイガー・ウッズ (2)       | 265    | –19  | 8打差     | ジム・フューリク マーク・リーシュマン     | 7,500,000    | 1,350,000    | コグヒルG&CC             |
| 2008年 | カミロ・ビジェガス         | 265    | –15  | 2打差     | ダッドリー・ハート                        | 7,000,000    | 1,260,000    | ベルーフCC               |
| 2007年 | タイガー・ウッズ           | 262    | –22  | 2打差     | アーロン・バデリー                        | 7,000,000    | 1,260,000    | コグヒルG&CC             |

ウェスタン・オープン時代の優勝者
Cialis Western Open
- 2006  トレバー・イメルマン
- 2005  ジム・フューリク
- 2004  スティーブン・エイムス

100th Western Open presented by Golf Digest
- 2003  タイガー・ウッズ

Advil Western Open
- 2002  ジェリー・ケリー
- 2001  スコット・ホーク
- 2000  ロバート・アレンビー

Motorola Western Open
- 1999  タイガー・ウッズ
- 1998  ジョー・デュラント
- 1997  タイガー・ウッズ
- 1996  スティーブ・ストリッカー
- 1995  ビリー・メイフェア
- 1994  ニック・プライス

Sprint Western Open
- 1993  ニック・プライス

Centel Western Open
- 1992  ベン・クレンショー
- 1991  ラス・コクラン
- 1990  ウェイン・レビ

Beatrice Western Open
- 1989  マーク・マッカバー
- 1988  ジム・ベネピ
- 1987  D.A.ウェイブリング

Western Open
- 1986  トム・カイト
- 1985  スコット・バープランク (アマチュア)
- 1984  トム・ワトソン
- 1983  マーク・マッカバー
- 1982  トム・ワイスコフ
- 1981  エド・フィオーリ
- 1980  スコット・シンプソン
- 1979  ラリー・ネルソン
- 1978  アンディ・ビーン
- 1977  トム・ワトソン
- 1976  アル・ガイバーガー
- 1975  ヘール・アーウィン
- 1974  トム・ワトソン
- 1973 ビリー・キャスパー
- 1972 ジム・ジェイミソン
- 1971 ブルース・クランプトン
- 1970 ヒュー・ロイヤー・ジュニア
- 1969 ビリー・キャスパー
- 1968 ジャック・ニクラス
- 1967 ジャック・ニクラス
- 1966 ビリー・キャスパー
- 1965 ビリー・キャスパー
- 1964 チチ・ロドリゲス
- 1963 アーノルド・パーマー
- 1962 ジャッキー・キューピット
- 1961 アーノルド・パーマー
- 1960 スタン・レナード
- 1959 マイク・ソーチャック
- 1958 ダグ・サンダース
- 1957 ダグ・フォード
- 1956 マイク・フェチック
- 1955 ケリー・ミドルコフ
- 1954 ロイド・マングラム
- 1953 E.J.ハリソン
- 1952 ロイド・マングラム
- 1951 マーティー・ファーゴル
- 1950 サム・スニード
- 1949 サム・スニード
- 1948 ベン・ホーガン
- 1947 ジョニー・パーマー
- 1946 ベン・ホーガン
- 1942 ハーマン・バロン
- 1941 エド・オリバー
- 1940 ジミー・デマレー
- 1939 バイロン・ネルソン
- 1938 ラルフ・ガルダール
- 1937 ラルフ・ガルダール
- 1936 ラルフ・ガルダール
- 1935 ジョニー・レボルタ
- 1934 ハリー・クーパー
- 1933 マクドナルド・スミス
- 1932 ウォルター・ヘーゲン
- 1931 エド・ダッドリー
- 1930 ジーン・サラゼン
- 1929 トミー・アーマー
- 1928 アベ・エスピノサ
- 1927 ウォルター・ヘーゲン
- 1926 ウォルター・ヘーゲン
- 1925 マクドナルド・スミス
- 1924 ビル・メルホーン
- 1923 ジョック・ハッチソン
- 1922 マイク・ブレイディ
- 1921 ウォルター・ヘーゲン
- 1920 ジョック・ハッチソン
- 1919 ジム・バーンズ
- 1917 ジム・バーンズ
- 1916 ウォルター・ヘーゲン
- 1915 トム・マクナマラ
- 1914 ジム・バーンズ
- 1913 ジョン・マクダーモット
- 1912 マクドナルド・スミス
- 1911 ロバート・シンプソン
- 1910 チック・エバンズ
- 1909 ウィリー・アンダーソン
- 1908 ウィリー・アンダーソン
- 1907 ロバート・シンプソン
- 1906 アレックス・スミス
- 1905 アーサー·スミス
- 1904 ウィリー・アンダーソン
- 1903 アレックス・スミス
- 1902 ウィリー・アンダーソン
- 1901 ローリー・オークターローニー
- 1899 ウィリー・スミス

## 今後の開催地
| Year | Course                 | Location                   |
| ---- | ---------------------- | -------------------------- |
| 2025 | Caves Valley Golf Club | Owings Mills, Maryland     |
| 2026 | ベラリーブCC           | Town and Country, Missouri |

Source: